# فتنة القرامطة

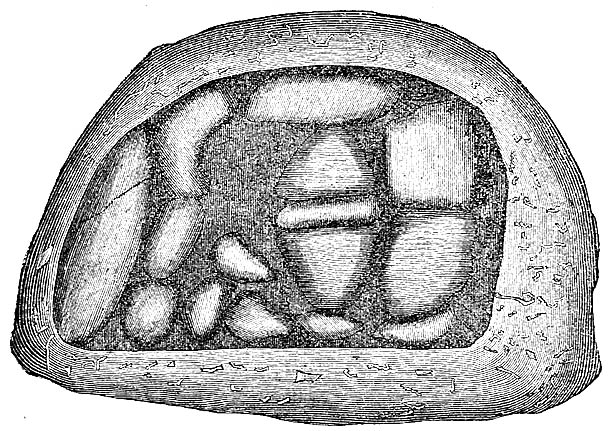
صورة قديمة مرسوم بها الحجر الأسود

فتنة القرامطة هي تلك الجرائم التي أرتكبها القرامطة عام (317هـ - 908م) حينما أغاروا على المسجد الحرام وقتلوا من فيه وسرقوا الحجر الأسود وغيبوه 22 سنة، ورُدّ إلى موضعه سنة 339هـ. ففي تلك العام وتحديدا يوم التروية، قام أبو طاهر القرمطي، ملك البحرين وزعيم القرامطة، بغارة على مكة والناس محرمون، واقتلع الحجر الأسود، وأرسله إلى هَجَر. فحاربته قبيلة هذيل حرب شديدة عدة أيام حتى كادوا القرامطة أن يهلكوا. واستطاعت قبيلة هذيل افتكاك وتحرير جميع الأسرى الذي أسروهم القرامطة ورد الأموال إلى أهل مكة، وحاول القرامطة كذلك أيضا سرقة مقام إبراهيم ولكن أخفاه السدنة وحاولوا هدم وقلع ميزاب الكعبة ولكن رموهم هذيل بالأسهم فلم يستطيعوا فعل ذلك.
وفي 318 هـ تقريباً سنّ الحج إلى الجش بالقطيف بعدما وضع الحجر الأسود في بيت كبير، وأمر القرامطة أهل القطيف بالحج إلى ذلك المكان، ولكن الأهالي رفضوا تلك الأوامر، فقتل القرامطة أناساً كثيرين من أهل القطيف، قيل: بلغ قتلاهم في مكة ثلاثين ألفاً.

## الأحداث
استغل القرامطة ضعف الدولة العباسية وتفككها لدويلات، وانشغالها بحرب مع ثورة الزنوج، فعاثوا في الأرض فساداً وسيطروا على بعض مناطق الجزيرة العربية، وارتكبوا مجازر كبرى خاصة في طريق الحجاج، فألغى أهل الشام والعراق الحج لشدة الرعب منهم، وقاموا بالهجوم على البصرة وقاموا بمجزرة كبرى استمرت 17 يوما، واستباحوا الأموال واغتصبوا النساء، ثم هاجموا أطراف الشام، وكانوا كلما مروا بقرية سلبوا الأموال وقتلوا الرجال واغتصبوا النساء، ثم يحرقون القرية بما فيها ومن فيها أطفال وعجائز.

## قالوا عنها
وقد ذكر ابن كثير في أحداث سنة 317 هـ، أن أبو طاهر القرمطي أمر:
وجاء في «تحفة الراكع والساجد بأحكام المساجد» لأبي بكر الجراعي أنه قيل:
غير أن ابن دحية قال: «عبد الله بن عكيم هذا لا يعرف، والحجر الأسود جلمد لا تخلل فيه. والذي يطفو على الماء يكون فيه بعض التخلل كالخفاف وشبهه.»
كما ذكر ابن كثير في أحداث سنة 339 هـ، ذكر خبر رجوع الحجر وقال:

## استرجاع الحجر
بعد ان خرج القرامطة من مكّة حاملين معهم الحجر الأسود والأموال التي نهبوها من النّاس متوجّهين إلى هجر، تعقَّب «ابن محلب» أمير مكّة من قبل العبّاسيين القرامطة مع جمع من رجاله وطلب منهم ردّ الحجر الأسود إلى مكانه على أن يملّكهم جميع أموال رجاله. إلاّ أنَّ القرامطة رفضوا طلبه مما اضطرّه إلى محاربتهم حتّى قتل على أيديهم، وكانت هذه هي أول محاولة لإسترداد الحجر الأسود.
ظلّ الحجر الأسود بحوزة القرامطة مدّة (22) سنة في القطيف، ولم تجد كل المحاولات والمساعي التي بذلها العباسيون والفاطميون من أجل الضغط على القرامطة وإجبارهم على إعادة الحجر الأسود، وقد عرض الخلفاء على القرامطة مبلغاً قدره (50) ألف دينار مقابل إرجاعهم للحجر الأسود، لكنّ القرامطة ظلّوا يخوضون في عنادهم.
ويقول ابن سنان الذي كان معاصراً لتلك الأحداث: لقد عُرِضَت الكثير من الأموال على القرامطة كثمن لردّهم الحجر الأسود لكنّهم رفضوا كلّ تلك العروض، وكان السبب الحقيقي وراء امتثال القرامطة للأمر هو التهديد الذي وجّههُ المهدي العلوي الفاطمي إليهم ممّا أجبرهم على ردّ الحجر الأسود إلى مكّة ثانية، وعاد الحجر الأسود إلى مكّة سنة (339) وقد حمله رجل من القرامطة يُدعى سنبر والذي يحتمل أن يكون حمو أبوسعيد القرمطي ويُقال إن الحجر الأسود حمل إلى الكوفة قبل إرجاعه إلى مكّة ونصب في العمود السابع لمسجد الكوفة حتّى يتسنّى للنّاس رؤيته، وقد كتب شقيق أبو طاهر رسالة جاء فيها: أخذناه بقدرة الله ورددناهُ بمشيئة الله.
ولمّا رُدَّ الحجر الأسود إلى مكّة كان أمير مكّة حاضراً مع حشد من أهلها، وأرجع سنبر الحجر بيديه إلى مكانه، وقيل إن رجلا يُدعى حسن بن مزوّق البناء قام بنصب الحجر عند جدار الكعبة وأحكم مكانه بالجصّ، هذا وقد ورد ذكر أسماء آخرين ممّن أسهموا في ذلك.